# Svenska mästerskapet i handboll för herrar 1949/1950
Svenska mästerskapet i handboll för herrar 1949/1950 var den 19:e upplagan av svenska mästerskapet i handboll på herrsidan inomhus. Finalen vanns av IK Heim, som därmed blev svenska mästare i handboll inomhus för första gången.

## Omgång 1
- IF Guif – Västerås IK 8-9
- Norslunds IF – Gävle GIK 9-15
- Sandåkerns SK – Sollefteå GIF 7-5
- Örebro SK – Karlstads BIK 22-11
- HS Sierra – Redbergslids IK 9-15
- IFK Lidingö – Västerås HF 9-13
- IFK Trelleborg – IFK Malmö 16-16, Omspel 10-15
- Majornas IK – Skövde AIK 13-8
- Motala AIF – IFK Kristianstad 7-9
- IFK Falkenberg – IK Baltichov 6-17
- IFK Östersund – IFK Sundsvall 16-13
- Luleå SK – SoIK Hellas 9-14
- Visby IF – AIK 13-17
- F 11 Nyköping – IFK Uppsala 14-11
- GF Kroppskultur – IK Heim 4-11
- F12 Kalmar – IFK Karlskrona 11-17

## Omgång 2
- Västerås IK – Gävle GIK 14-9
- Sandåkerns SK – Örebro SK 4-13
- Redbergslids IK – Västerås HF 10-11
- IFK Malmö – Majornas IK 11-8
- IFK Kristianstad – IK Baltichov 10-12
- IFK Östersund – SoIK Hellas 6-11
- AIK – F 11 Nyköping 12-8
- IK Heim – IFK Karlskrona 18-12

## Kvartsfinaler
- Västerås IK – Örebro SK 10-13
- Västerås HF – IFK Malmö 9-6
- IK Baltichov – SoIK Hellas 5-14
- AIK – IK Heim 7-14

## Semifinaler
25 mars 1950 i Idrottshuset i Örebro
- Örebro SK – Västerås HF 14-6
- SoIK Hellas – IK Heim 7-8

## Match om tredje pris
26 mars 1950 i Idrottshuset i Örebro
- SoIK Hellas – Västerås HF 11-10

## Final
26 mars 1950 i Idrottshuset i Örebro.
- Örebro SK – IK Heim 6-9

Svenska mästare : Gunnar Brusberg, Kurt Carlsson, Elof Kjellman, Rolf Zachrisson, Lennart Lindgren, Folke Fredriksson, Gunnar Holmqvist, Rolf Andreasson, Rolf Olsson, Bengt Berndtsson.